# بیبیم بپ
بیبیم بپ (به کره ای: 비빔밥) یک خوراک معروف کره ای است.
مادهٔ اصلی در تهیه این غذا برنج می‌باشد. به این ترتیب که برنج پخته شده و گرم را درون یک کاسه گود ریخته و روی آن مواد مختلفی مانند انواع سبزیجات تفت داده شده یا مزه دار شده، کیمچی، خمیر فلفل چیلی، سس سویا، خمیر سویا، تخم مرغ خام یا نیمرو شده و برش‌های نازک گوشت (معمولاً گوشت گاو) قرار می‌دهند. پیش از خوردن می‌بایست محتویات کاسه را خوب باهم مخلوط کرد.
انتخاب مواد روی برنج بسیار متنوع است؛ به عنوان مثال می‌توان از انواع خوراک دریایی نیز استفاده کرد. سه شهر جئونجو، جینگجو و تونگیئونگ در کره به دلیل پخت بیبیم بپ مخصوص به خود معروف هستند.

## واژه‌شناسی
بیبیم بپ از دو واژهٔ بیبیم(비빔)به معنای مخلوط کردن و پب (밥) به معنای برنج ساخته شده و درواقع به معنای «مخلوط برنج» است.